# Golf klub
Golf klub (engl. Caddyshack), znan i kao Luda partija golfa, američka je komedija iz 1980. o nedaćama nosača palica u golf klubu koju je režirao Harold Ramis. Glavne uloge tumače Michael O'Keefe, Ted Knight, Chevy Chase, Rodney Dangerfield i Bill Murray
Usprkos podvojenim kritikama, to nije poljulalo film koji je s vremenom stekao kultni status. Zaradio je 39,8 milijuna $ u američkim kinima, čime je postao 17. najuspiješniji film godine.
Američki filmski institut ga je 2000. stavio na 71. mjesto na listi "100 godina...100 smijeha" a 2008. i na 7. mjesto na listi "10 najboljih sportskih filmova".

## Radnja
Danny je mladić koji nema stipendiju pa stoga mora zarađivati kako bi platio buduće studiranje prava na fakultetu. Zarađuje kao nosač palica u golf klubu "Bushwood", a pogotovo ga živcira škrti i bogati sudac Smails koji mu daje napojnice od par centi. Smails se pak počeo svađati s novim članom kluba, brbljavim vlasnikom poduzeća za gradnju stanova Alom Czervikom, koji izgleda ne mari toliko na golf koliko za stvaranje novog sporta u kojem se natječe kako će što više izrugati se bogatom sudcu. Još jedan igrač, Ty Webb, često zavodi žene, dok vrtlar Carl stalno ganja krticu po livadi.
Danny se upucava dvijema curama - Lacey, nećakinji Smailsa, i kolegici Maggie. Ova zadnja se prestraši da nije ostala trudna, no ispostavi se da je to bio lažni alarm. Konačno, kada Al i Ty izazovu Smailsa na dvoboj u partiji golfa, Danny im se pridruži jer je sit snobizma sudca. Upravo kada se čini da je Smails u prednosti i da će pobijediti, Dannyjeva loptica ulazi u rupu jer je Carlova eksplozija, namijenjena uništenju krtice, prouzročila manji potres.

## Glumci
- Michael O'Keefe - Danny Noonan
- Ted Knight - Sudac Elihu Smails
- Chevy Chase - Ty Webb
- Rodney Dangerfield - Al Czervik
- Bill Murray - Carl Spackler
- Sarah Holcomb - Maggie O'Hooligan
- Cindy Morgan - Lacey Underall
- Brian-Doyle Murray - Lou Loomis

## Produkcija
Nadahnuće za priču Brian-Doyle Murray našao je u vlastitom iskustvu kada je bio nosač palica u golf klubu Indian Hil u Illinoisu. Isprva su Danny (O'Keefe) i sudac Smails (Knight) bili glavni likovi priče, međutim improvizacijska atmosfera na setu stvorila je od tri sporedna komičara (Dangerfield, Chase i Murray) gotovo glavne zvijezde i proširila im uloge. Najviše su prigovarali Knight i Scott Colomby (koji glumi Tonyja): Knight je na kraju postao bijesan zbog stalnog mijenjanja scenarija i smjera priče dok je Colomyjeva uloga smanjena zbog toga što su tri komičara već oduzela previše vremena u filmu. Prema nekim navodima, Murray je na setu bio samo šest dana a svi njegovi dijalozi su improvizirani. Lutka krtice koristi zvuk delfina iz serije "Flipper".
Zbog kaotičnog procesa snimanja tijekom kojeg se više improviziralo nego što se držalo scenarija, redatelj i scenarist Harold Ramis, kojemu je to bio prvi film u ulozi redatelja, je ovako opisao svoje dojmove:
| „ | "Jedva mogu gledati taj film. Sve što vidim je hrpa kompromisa i stvari koje su mogle biti bolje. Primjerice, smeta mi što nitko izuzev Michaela O'Keefea ne zna mahati palicom za golf. Film o golfu sa najgorim primjerima zamaha u golfu koje ste ikada vidjeli! No, čini se da to ne smeta ljudima koji igraju golf". | ” |
|   | |   |

Murray se također osvnuo na film u jednom intervjuu:
| „ | "Rado govorim da je to najbolji film o golfu ikada. A svatko tko je surađivao na njemu je dobio kraljevske povlastice u krugovima golfa." | ” |
|   | |   |

## Kritike
| „                   | Ne prave više ovakve filmove...Priča meandrira po golf polju i uključuje pola tuceta elemenata, ali ako jednostavno volite krticu, nosača palice i Dangerfielda, neće vam biti nimalo loše gledati sve to. | ” |
| — Christopher Null, | |   |

| „                 | "Golf klub" nikada ne pronalazi dosljedni komični ugođaj sam od sebe, ali je domaćin raznim pristupima iste njegovih glumaca, koji se katkad čine kao da jedva nastupaju u istome filmu..."Golf klub" se čini poput filma koji je labavo napisan, i to u tolikom stupnju da kada je započelo snimanje ostavljeno je slobode - previše slobode - zbog čega je odlutao u svim smjerovima u potrazi za komičnim nadahnućem. | ” |
| — Roger Ebert, ". | |   |

| „            | Debitantski redatelj Harold Ramis ne može držati sve ovo skupa: film bježi iz jednog stila u drugi (uključujući loše postavljene scene s lutkom od krtice) te se raspada negdje između sitcoma i shematizirane farse. | ” |
| — Dave Kehr, | |   |

## Vanjske poveznice
- Golf klub u internetskoj bazi filmova IMDb-a
- Golf klub na Rotten Tomatoes
- Intervju s Haroldom Ramisom o filmu  Arhivirana inačica izvorne stranice od 31. srpnja 2010. (Wayback Machine)